# Vigenère-chiffret
Vigenère-chiffret eller Vigenèrekryptot är ett förskjutningschiffer namngett efter Blaise de Vigenère, men som går att spåra tillbaka till Leon Alberti.

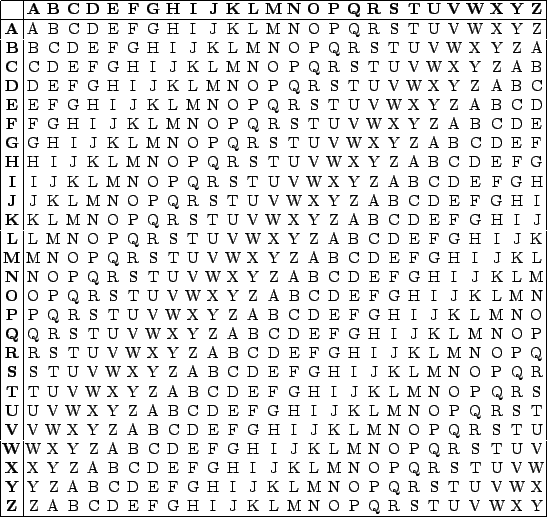
Standard-Vigenère tabell. De svenska bokstäverna Å, Ä och Ö transkriberas med AA, AE resp OE.

Krypteringen fungerar på följande vis: Nyckelordets bokstäver skrivs, en och en, ovanför bokstäverna i den klartext som skall krypteras. Om nyckelordet är "EFG" och vi ska kryptera "jag", letas först klartextbokstaven "j" upp i Vigenère-tabellens översta rad. Nyckelbokstaven "E" finner man i bokstavskolumnen längst till vänster i tabellen. I skärningspunkten mellan kolumnen och raden finner man bokstaven "N".
Sedan fortsätter man med klartextens och nyckelns andra bokstäver tills hela texten är krypterad.
När man dekrypterar skriver man nyckelns bokstäver över bokstäverna i kryptogrammet.
Den rad som börjar med första nyckelbokstaven söks upp i tabellen "E", så följer man raden tills man stöter på den första bokstaven i chiffertexten, "N". Så går man rakt upp från chifferbokstaven till tabellens första rad där man finner klartextbokstaven.

## Säkerhet och forcering
Vigenère-chiffret är omöjligt att forcera om nyckeln är lika lång som klartexten (blankettchiffer). Men nyckeln (blanketten) är sedan den använts förbrukad, och får ej återanvändas. Skulle samma blankett användas flera gånger blir kryptot efter ett eller flera omtag forcerbart.
Om det är känt att klartexten är ord ur ett givet språk och nyckeln är tillräckligt kort relativt texten så kan chiffret forceras. 
Att forcera ett Vigenère-chiffer består i två steg; att finna nyckelns längd och sedan finna nyckeln. För att finna nyckelns längd antar man att längden är n och tillämpas frekvensanalys på varje klass av bokstäver som befinner sig på avstånd exakt n. Det {\displaystyle n} som ger bäst resultat med avseende på jämförelse med någon tabell över bokstävernas frekvenser i det språk man antar klartexten är skriven i är troligen nyckelns längd. Även multiplar av {\displaystyle n} ger 'bra' resultat. Efter det att man funnit nyckelns längd kan man betrakta varje klass av bokstäver på avstånd exakt {\displaystyle n} som kodade med rotationschiffer, vilket forceras med lätthet. 